# 2005 v letectví
Tento článek obsahuje seznam událostí souvisejících s letectvím, které proběhly roku 2005.

## Události

### Leden
- 18. ledna – největší dopravní letoun světa, Airbus A380, byl představen ve Francii
- 29. ledna – byly obnoveny pravidelné lety mezi pevninskou Čínou a Tchaj-wanem přerušené v roce 1949

## Říjen
- 1. října – v závodě o Pohár Gordona Bennetta zvítězili Belgičané Bob Berben a Benoît Siméons

### Listopad
- 28. listopadu – Boeing dodal poslední z celkem 1050 strojů Boeing 757 a ukončil tím výrobu tohoto typu

## První lety

### Duben
- 27. dubna – Airbus A380, registrace F-WWOW, první let z Toulouse, Francie.

### Květen
- 29. května – Alenia Aermacchi Sky-X

### Červen
- 21. června – první upoutaný let Boeingu X-37 pod Scaled Composites White Knight

### Červenec
- 20. července – Grob G180 SPn